# Christine Price
Christine Price (geb. Haskett; * 30. November 1952) ist eine ehemalige britische Mittel- und Langstreckenläuferin.
Bei den British Commonwealth Games 1970 in Edinburgh wurde sie für Schottland startend Achte über 1500 m. 1986 wurde sie bei den Commonwealth Games in Edinburgh Zehnte über 10.000 m.
Zehnmal repräsentierte sie Schottland bei den Crosslauf-Weltmeisterschaften mit folgenden Platzierungen:
- 1973 in Waregem: 27
- 1974 in Monza: 33
- 1975 in Rabat: 23
- 1976 in Chepstow: 23
- 1977 in Düsseldorf: 61
- 1981 in Madrid: 68
- 1982 in Rom: 36
- 1985 in Lissabon: 94
- 1986 in Colombier: 57
- 1987 in Warschau: 81

1975 wurde sie englische Hallenmeisterin über 3000 m. Viermal wurde sie schottische Meisterin über 1500 m (1971, 1972, 1974, 1975), dreimal über 3000 (1974–1976), einmal über 5000 m (1985), zweimal über 10.000 m (1985, 1986) und sechsmal im Crosslauf (1971, 1973, 1975–1977, 1982).

## Persönliche Bestzeiten
- 1500 m: 4:17,85 min, 31. Mai 1982, Cwmbran
- 3000 m: 9:14,33 min, 17. August 1986, London
- 5000 m: 16:22,66 min, 26. Mai 1985, Antrim
- 10.000 m: 33:59,90 min, 28. Juli 1986, Edinburgh